# KPMG
KPMGは、1870年にイギリスで設立された William Barclay Peat＆Co. に始まる、会計監査、税務、経営コンサルティングを主力とする多国籍企業、世界4大会計事務所 (Big4)。

## 概要

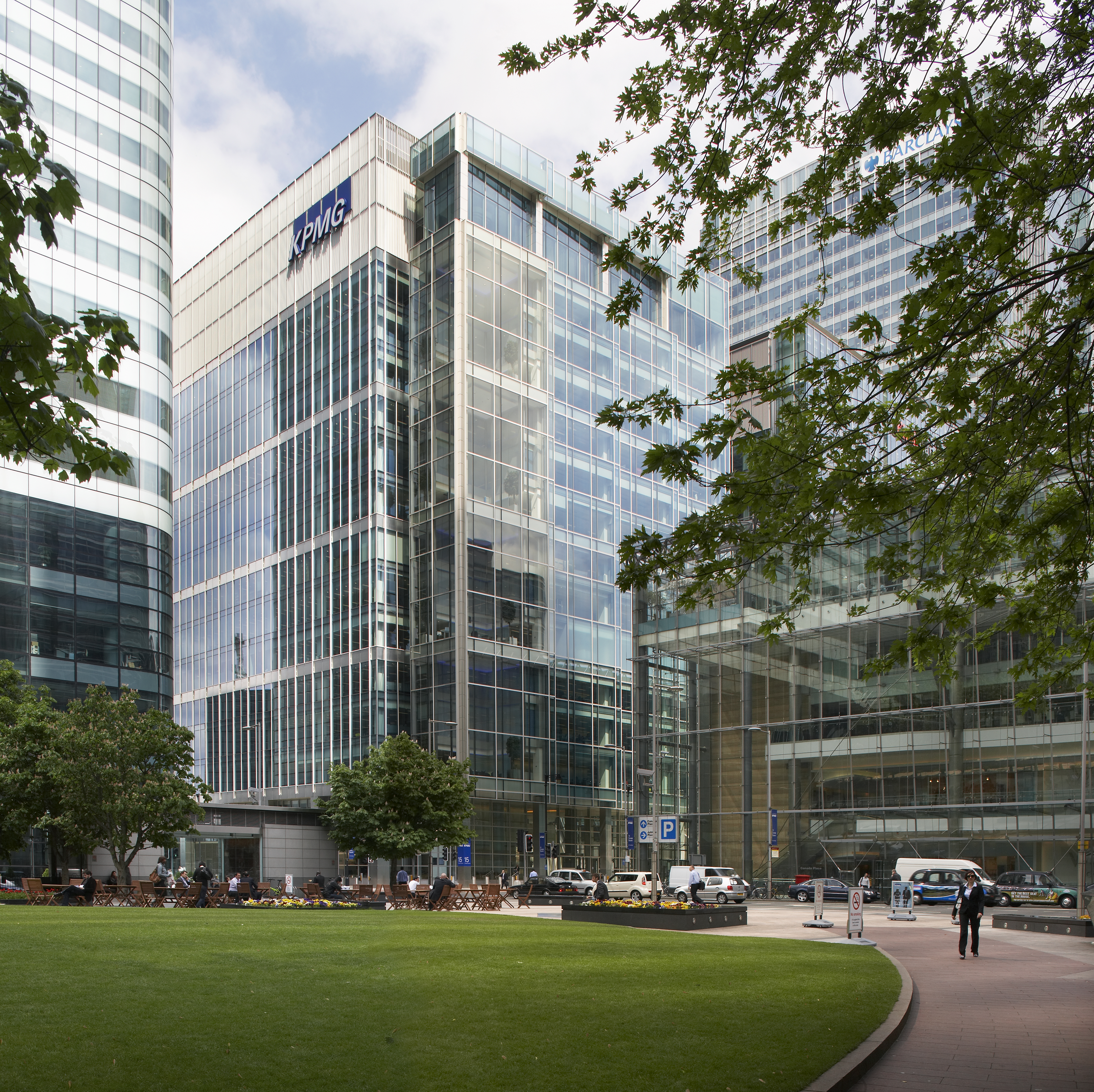
法律上の本部であるKPMG英国本社ビル

KPMGは1870年にイギリスで設立された William Barclay Peat＆Co. を礎に、現在は146の国と地域で約23万人を擁して321億米ドルを売り上げる、会計と経営コンサルティングを主力とする多国籍企業である。
プライスウォーターハウスクーパース、アーンスト・アンド・ヤング、デロイト トウシュ トーマツとともに世界4大会計事務所 (Big4) を成す。イギリスで設立された非公開会社で、法律上の本部はロンドンだが実体はオランダのアムステルフェーンにある。各国にあるKPMGの会員各社（メンバーファーム）はそれぞれ独立した法人で、スイス及びイギリスに拠点を置くKPMGインターナショナルに加盟している。KPMGには、監査、税務およびアドバイザリーサービス（M&Aなど、企業による大型取引の判断や過程をサポートする）の3つのサービスがある。2010年のリーグテーブルではBig4系の財務アドバイザリーファームで取引金額は最大で、知名度や評価が高い。

## ランキング
Universum「世界で最も魅力的な企業」ランキングで2010年、2011年、2012年と3年連続で2位、ブランドファイナンス企業ブランド価値ランキングトップ500 (2022) で世界154位で、日本企業の163位JR、183位MUFJ、206位日本郵政、226位パナソニックを上回る。

## 日本

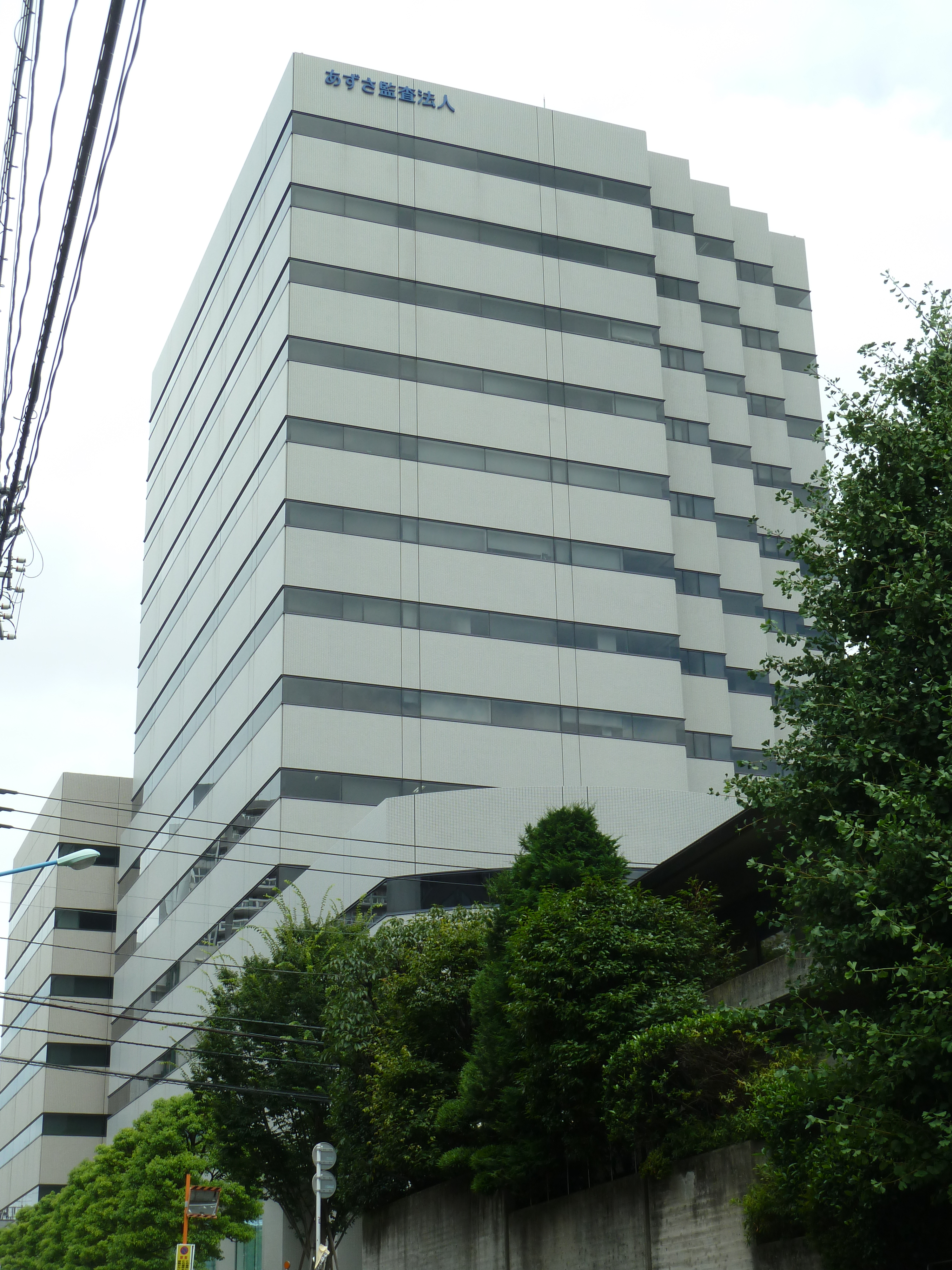
日本の有限責任あずさ監査法人の本社ビル

1949年にPMM（ピート・マーウィック・ミッチェル）が国際会計事務所として初めて日本へ進出した。現在は下記法人がメンバーファームである。
- 有限責任 あずさ監査法人
- KPMG税理士法人
- KPMGコンサルティング
- KPMG FAS
- KPMGあずさサステナビリティ
- KPMGヘルスケアジャパン
- KPMG社会保険労務士法人
- KPMG Ignition Tokyo（デジタルテクノロジープラットフォーム）

## 名称
KPMGは、合併した会計事務所の創業者や在籍者らパートナー4名“クリンヴェルド、ピート、マーウィック＆ゲルデラー”のアナグラムである。
- K - ピエト・クリンヴェルド (Piet Klynveld) 。1917年にアムステルダムでヤープ・クラーエンホフと組んで会計事務所クリンヴェルド・クラーエンホフ・カンパニーを設立した。
- P - ウィリアム・バークレイ・ピート (William Barclay Peat) 。1870年にロンドンで会計事務所ウィリアム・バークレイ・ピート・カンパニーを設立した。
- M - ジェームズ・マーウィック (James Marwick) 。1897年にロジャー・ミッチェルと組んでニューヨークで会計事務所マーウィック・ミッチェル・カンパニーを設立した。
- G - ラインハルト・ゲルデラー博士 (Dr. Reinhard Goerdeler) 。反ナチスの政治家カール・ゲルデラーの子息。長年、会計事務所ドイッチェ・トロイハント・ゲゼルシャフト (DTG) 会長、のちにKMG会長・KPMG会長を務める。KPMG合併の基礎に功績が大きい。

## 沿革
- 1870年 - ウィリアム・バークレイ・ピートがロンドンに事務所設立。
- 1877年 - トムソン・マクリントック (Thomson McLintock) がグラスゴーに設立される。
- 1890年 - ドイツ初の監査事務所、ドイッチェ＝アメリカニッシェ＝トロイハント＝ゲゼルシャフト (Deutsch-Amerikanische-Treuhand-Gesellschaft) が設立される。1892年にドイッチェ・トロイハント＝ゲゼルシャフト (Deutsche Treuhand-Gesellschaft、DTG) となる。
- 1897年 - マーウィック・ミッチェル&カンパニーがニューヨークで設立。
- 1899年 - フェルディナンド・ウィリアム・ラフレンツがアメリカン・オーディット・カンパニー (American Audit Company) をニューヨークに設立。1923年にFWラフレンツ&カンパニー (FW LaFrentz & Co.) に改名。
- 1913年頃 - フランク・ウィルバー・メインがピッツバーグにメイン&カンパニー (Main & Co.) を設立。
- 1917年 - アムステルダムにクリンヴェルド・クラーエンホフ&カンパニー (Klynveld Kraayenhof & Co.、KKC) 設立。欧州と南アフリカに強いファームとなる。
- 1925年 - ウィリアム・バークレイ・ピート&カンパニーとマーウィック・ミッチェル&カンパニーが大西洋を越えた合併を行う。これが後にアメリカの大手ファーム、ピート・マーウィック・ミッチェル (Peat Marwick Mitchell、PMM) となる。
- 1963年 - メイン&カンパニーとFWラフレンツ&カンパニーが合併し、メイン・ラフレンツ (Main LaFrentz & Co.) となる。
- 1969年 - トムソン・マクリントックはアメリカのメイン・ラフレンツと合併しマクリントック・メイン・ラフレンツ（McLintock Main Lafrentz）になる。
- 1979年 - オランダのKKCはドイツのDTG、英国とアメリカのマクリントック・メイン・ラフレンツと合併し、欧州を拠点とする大手ファームKMG（クリンヴェルド・メイン・ゲルデラー、Klynveld Main Goerdeler）となる。
- 1987年 - 欧州のKMGと米国のPMMは合併、現在のKPMGが成立した。大手ファーム同士の最初の大型合併となり、以後大手ファーム同士の合併が加速する。
- 1997年 - プライス・ウォーターハウスとクーパース&ライブランドが合併を発表し、KPMGもアーンスト・アンド・ヤングと合併を発表する。世界最大のファームを企図するが競争法に抵触するなど制約のために取り止める。
- 2000年 - アメリカのコンサルティング部門をKPMGコンサルティングとして分社化。翌2001年にはNASDAQに上場し株式公開により分離した。KPMGコンサルティングは2002年にベリングポイント（BearingPoint, Inc.）と名を変えた。
- 2003年 - 法務部門をクリーガル (Klegal) として分社化。

## 出身者
- ネイト・シルバー - アメリカ合衆国の統計学者
- 吉原寛章 - 元KPMGインターナショナル 副会長、Permira シニア・アドバイザー
- 木村剛 - 元日本振興銀行社長
- 白石洋一 - 衆議院議員
- 渡辺章博 - GCA創設者、代表取締役社長
- 高木宏壽 - 復興副大臣、衆議院議員